# イヴレーア
イヴレーア（イタリア語: Ivrea）は、イタリア共和国ピエモンテ州トリノ県にある都市で、その周辺地域を含む人口約2万3000人の基礎自治体（コムーネ）。イブレアとも表記される。
カナヴェーゼ地方の中心都市である。ドーラ・バルテア川河畔に位置し、イタリア側からヴァッレ・ダオスタを経由してアルプスを越えフランスに至る街道の入り口にあたる。1908年にカミッロ・オリベッティにより設置されたオリベッティの本社が所在する工業都市であり、市内には1930年代から1960年代までにイタリアの有名な建築家や都市計画家により設計されたコミュニティ運動の建築群がある。毎年2月に行われる、市民が9組に分かれてオレンジをぶつけ合う行事〈オレンジ合戦〉で有名である。

## 名称
イタリア語以外では以下の名称を持つ。
- ラテン語: Eporedia
- ピエモンテ語: Ivréa
- ピエモンテ語カナヴェーゼ方言 (it) : Ivreja

## 地理

### 位置・広がり
トリノ県北東部に位置するコムーネで、ビエッラから南西へ18km、州都・県都トリノから北北東へ47km、ノヴァーラから西へ58kmの距離にある。

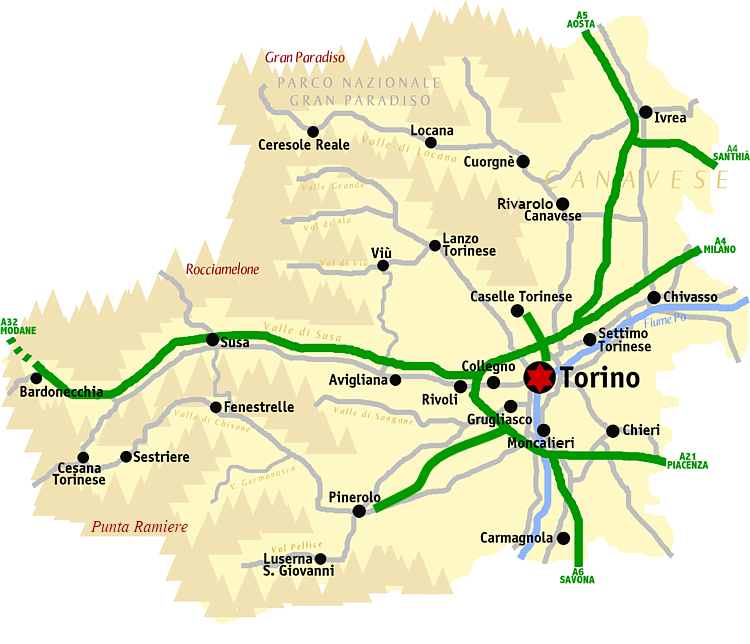
トリノ県概略図

| 隣接するコムーネは以下の通り。 - モンタルト・ドーラ - 北 - キアヴェラーノ - 北 - カシネッテ・ディヴレーア - 北東 - ブローロ - 東 - ボッレンゴ - 東 - アルビアーノ・ディヴレーア - 南東 - ヴェスティニェ - 南 - ストランビーノ - 南 - ロマーノ・カナヴェーゼ - 南 - パヴォーネ・カナヴェーゼ - 南西 - バンケッテ - 南西 - サレラーノ・カナヴェーゼ - 西 - フィオラーノ・カナヴェーゼ - 西 |

### 地勢
市内をドーラ・バルテア川（ポー川水系）が北から南へ流れる。
イヴレーアは盆地の底にある。この盆地は、先史時代には大きな湖であった。都市の周辺には5つの小さな湖(Sirio, San Michele, Pistono, Nero, Campagna) がある。

## 歴史
イヴレーアとその周辺地域には、先史時代から人類が定住していた。紀元前5世紀頃からはケルト人がイヴレーアに村を築いていたと考えられている。しかしながら、都市としてのイヴレーアが歴史に最初に姿を現すのは紀元前100年、伝統的に北イタリアへのアルプス越え侵攻ルートのひとつであったこの地を防衛するために、共和政ローマが前哨基地を築いたときのことである。この都市の名をラテン語でエポレディア（Eporedia）と言った。
西ローマ帝国の崩壊後は、6世紀から8世紀にかけて、ランゴバルド人（ランゴバルド王国）のもとで公国の首都となった。9世紀にはフランク人（フランク王国）のもとで伯爵領の中心地となった。1001年、都市の支配者アルドゥインは、司教ワルムンド (Warmund) との争いを経て、イヴレーア辺境領 (March of Ivrea) を征服した。アルドゥインはのちにイタリア王（イタリア王国）となったが、彼が没し王朝が絶えると、都市は再び司教の統治するところとなった。
12世紀、イヴレーアはコムーネ（都市国家）となったが、当初はフリードリヒ2世によって搾取された。都市国家イヴレーアは、司教、モンフェッラート侯国、サヴォイア家（サヴォイア伯国）と争った。
1356年、イヴレーアはサヴォイア伯アメデーオ6世 (Amadeus VI, Count of Savoy) に征服された。以後、16世紀後半の一時的なフランスによる併合の時期を除き、1800年までサヴォイア家の支配下に置かれた。サルデーニャ王国のもと、イヴレーア侯の称号を帯びた唯一の人物として、ベネデット・ディ・サヴォイア（カルロ・エマヌエーレ3世の子で、のちにフランス革命戦争で戦った）がいる。1800年5月26日、ナポレオン・ボナパルトはイヴレーアに入城し、以後1814年に失墜するまでこの都市を支配した。
20世紀のこの都市は、タイプライター製造から計算機、コンピューターの製造も手がけたオリベッティ社の創業地として著名である。

## 文化・観光
毎年2月にイヴレーアの謝肉祭が開催され、その中の市民が9組に分かれてオレンジをぶつけ合うオレンジ合戦（battaglia delle arance、オレンジの戦い、オレンジ戦争）が有名である。オレンジ合戦が考案されたのは、19世紀初頭。

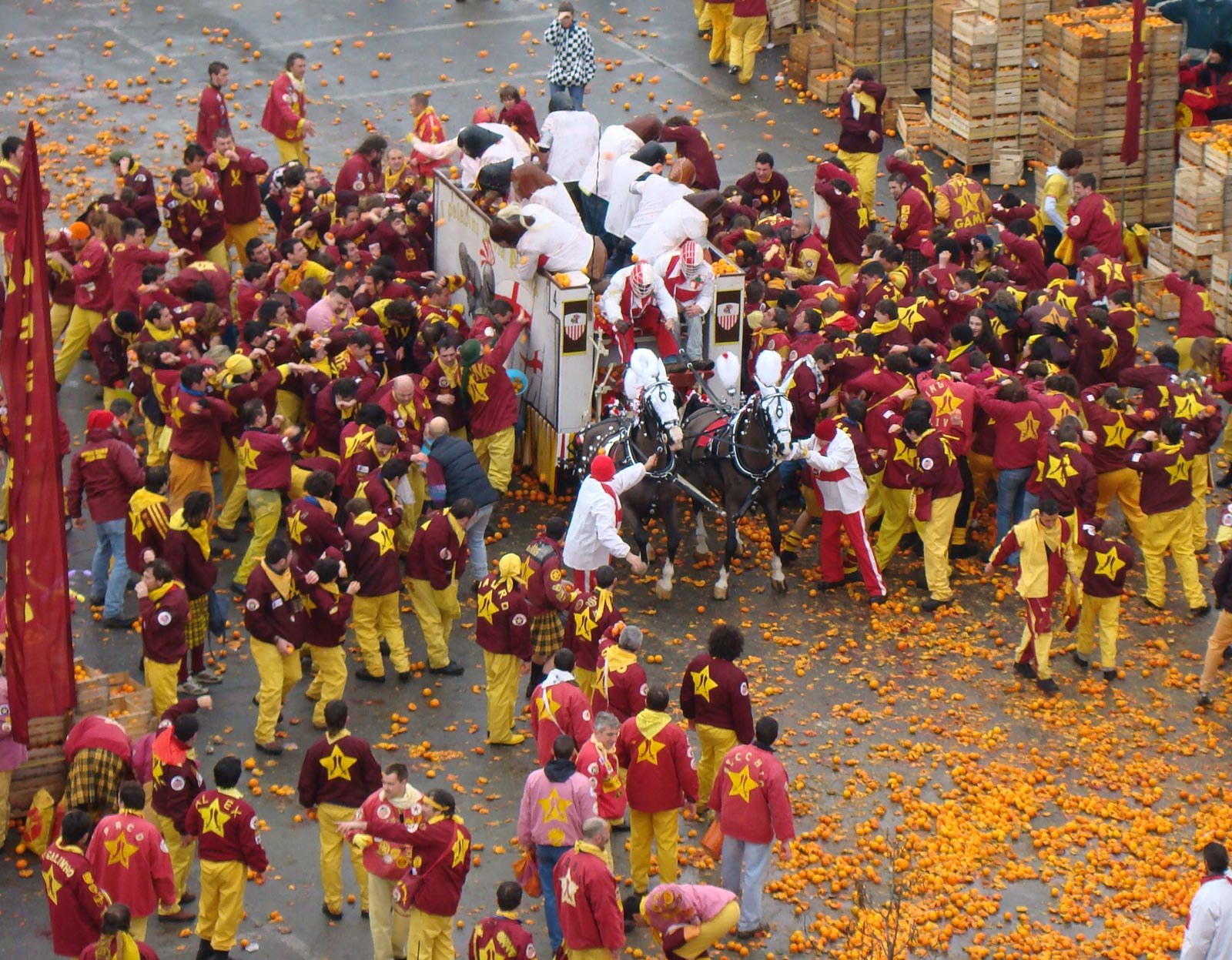
オレンジ合戦

中世、フランスからローマに向かう巡礼路であったフランチジェーナ街道の一部にあたっていた。

## 交通

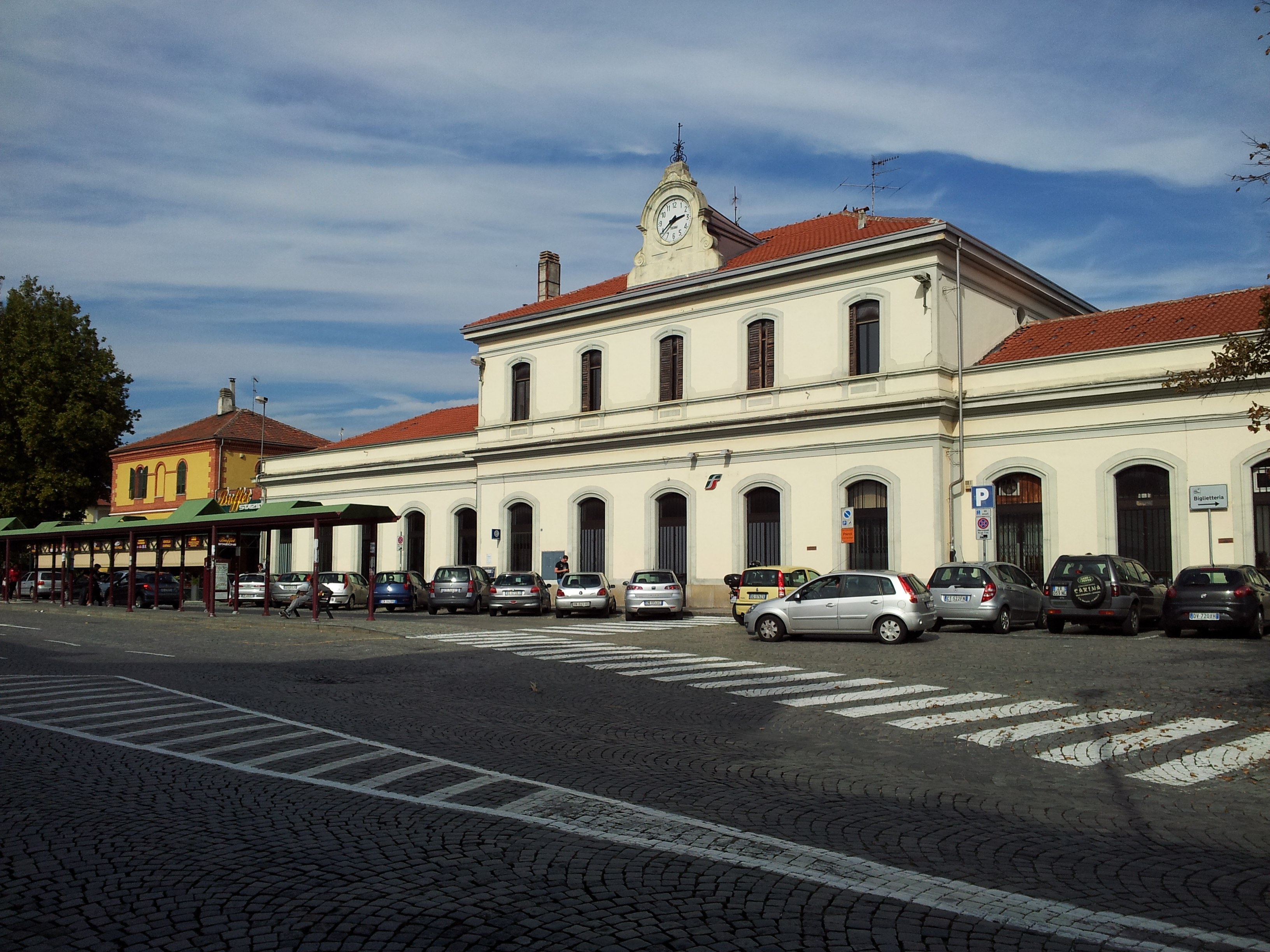
イヴレーア駅

### 鉄道
- キヴァッソ＝イヴレーア＝アオスタ線 (it:Ferrovia Chivasso-Ivrea-Aosta)  ：キヴァッソ - イヴレーア - アオスタ
イヴレーア駅 (it:Stazione di Ivrea)

### 道路
高速道路（アウトストラーダ）
高速道路は市域内を通過していないが、市域に近接して以下の高速道路が走る。両者はイヴレーアの南西郊外（パヴォーネ・カナヴェーゼの域内）で分岐する。
- アウトストラーダ A4 (it:Autostrada A4 (Italia))
- アウトストラーダ A5

市域の西（ドーラ・バルテア川西岸）を南北にアウトストラーダ A5が走っており、イヴレーア出入口（行政上はパヴォーネ・カナヴェーゼ、バンケッテ、サモーネにまたがる）がある。市域の南側をアウトストラーダ A4が東西に走っている。
国道
- SS26  (it:Strada statale 26 della Valle d'Aosta)
- SS228  (it:Strada statale 228 del Lago di Viverone)
- SS565  (it:Strada statale 565 di Castellamonte)

## 姉妹都市
- リューネブルク、ドイツ
- Qaladiza、イラク
- ラダウツィ、ルーマニア

## 世界遺産
市内には20世紀のアーバニズムと工業化を示す建築群があり、機械産業からデジタル産業への移行の重要な証拠であるとして、2018年に世界遺産に登録された。

### 登録基準
この世界遺産は世界遺産登録基準のうち、以下の条件を満たし、登録された（以下の基準は世界遺産センター公表の登録基準からの翻訳、引用である）。
- (4) 人類の歴史上重要な時代を例証する建築様式、建築物群、技術の集積または景観の優れた例。